# Heterallactis trigonochrysa
Heterallactis trigonochrysa là một loài bướm đêm thuộc phân họ Arctiinae, họ Erebidae.